# Dominikanski samostan, Dubrovnik
Dominikanski samostan je samostan in cerkev belih bratov v
Dubrovniku na Hrvvaškem.
V vzhodnem delu mesta, tik mestnega obzidja stoji velik stavbni kompleks dominikanskega samostana. Ta prostor predstavlja enega največjih dubrovniških arhitekturnih kompleksov in eno od najbogatejših zakladnic kulturne in umetnostne dediščine mesta. Dominikanski red je svoj samostan v Dubrovniku utemeljil že leta 1225, medtem ko je zidava cerkve in samostanskega kompleksa trajala precej bolj dolgo, tako da je bilo vse skupaj dokončano šele v 14. stoletju. Lokacija, ki so jo redovniki izbrali za gradnjo, je ena od v strateškem smislu najbolj občutlivih obrambnih točk mesta, zato je ves samostanski kompleks že v 14. stol.prešel pod mestno obzidje in skupaj z njim predstavlja celoto. Sama cerkev je eden od največlih gotskih zgradb na vzhodni obali Jadrana. Dokončno podobo je samostanski kompleks dobil v 15. stol., ko so dozidali zakristijo, kapitularno dvorano in stebrišče klavzure. Izredno lepa stebrišča klavzure so zgradili  od leta 1456 do 1483. Načrte je napravil gradbeni mojster Michelozzo di Bartolomeo, izdelali pa so jih domači stavbeniki Utešimović, Radomanović in drugi.
Zvonik je leta 1390 začel graditi mojster Checo iz Monopolija, vendar je bil dokončan šele v 18. stoletju. Čeprav imajo posamezni elementi samostanskega kompleksa značilnosti raznih stilov, predstavlja skladno arhitektonsko celoto, v kateri prevladujeta gotski in zgodnje renesančni slog.
V samostanu je posebno dragocena knjižnica z 217 inkunabulami, številnimi rokopisi, ter bogat arhih dokumentov. Vseh starih knjig je okoli 16.000 zvezkov. Samostanska zbirka  umetnin je zelo bogata, med njimi pa posebno mesto zavzemajo najboljše stvaritve dubrovniške slikarske šole iz 15. in 16. stol. z deli Lovra Dobričevića, Mihajla Hamzića in Nikola Bozdarevića. Poleg domačih mojstrov so tudi dela znamenitega  beneškega slikarja Paola Veneziana iz 14. stol. in oltarna slika sv. Magdalene delo Tiziana in njegovih pomočnikov.